# Bonzia halacaroides
Bonzia halacaroides är en spindeldjursart som beskrevs av Oudemans 1927. Bonzia halacaroides ingår i släktet Bonzia och familjen Cunaxidae. Inga underarter finns listade.